# 细轴荛花
细轴荛花（学名：Wikstroemia nutans），为瑞香科荛花属下的一个植物种。